# Marcador predictivo
Un marcador predictivo es un sistema informatizado que marca automáticamente lotes de números telefónicos para conectar a los números contestados con las personas que realizan llamadas, a menudo denominados agentes u operadores de venta. Por medio de la ejecución de varios llamados en paralelo se minimiza la espera de los operadores, maximizando el valor de llamada a través de un incremento en la eficiencia de utilización del tiempo de comunicación. Se trata de un sistema usado para realizar campañas masivas de contactación con fines de telemarketing, estadística, cobranzas, etc.
Los marcadores predictivos . usan algoritmos estadísticos para minimizar el tiempo que los agentes pasan esperando entre conversaciones, mientras velan al mismo tiempo en reducir al mínimo la aparición de respuesta a llamados cuando no hay ningún agente disponible.

## Funcionamiento
El marcador predictivo analiza las líneas de operador disponibles, las llamadas respondidas, llamadas ocupadas, faxes y otras incidencias y conecta al operador disponible con la llamada atendida por una persona. Primero marca el número de teléfono y espera a que el destinatario conteste. Cuando esto ocurre es comunicado con el agente o proceso predefinido (Mensaje pregrabado, IVR, etc.). Por el contrario, si está ocupado o por ejemplo contesta un fax esta llamada no es transmitida a los agentes o al proceso predefinido.

## Características
Al marcar números de uno en uno, hay dos fuentes de retraso. Primero, solo se responde una fracción de los números a los que se disca; por ejemplo, si se responde 1 de cada 3 marcaciones, un marcador predictivo podría marcar 3 líneas cada vez que un agente esté disponible. En segundo lugar, incluso los llamados que se responden tardan un tiempo antes de ser atendidos. Si por lo general toma 10 segundos para que alguien responda, y las conversaciones generalmente duran 90 segundos, un marcador predictivo podría comenzar a marcar a los 80 segundos. Un marcador predictivo lo hace descartando todos los tonos y solo pasando "Holas" de las personas al agente, y de este modo el tiempo total puede ser tan corto como 3 segundos entre llamadas, en lugar de casi un minuto si el agente marcó a mano. La diferencia de 57 segundos es una cantidad extraordinaria de tiempo que debe considerar un centro de llamadas.
Marcar un número a la vez, solo cuando hay un agente disponible, por lo general devolverá como resultado que los agentes estarán con un llamado solo durante 40 minutos por hora (33% de tiempo de inactividad). La marcación predictiva puede aumentar la productividad  llevando los 40 minutos a 57 minutos por hora (5% de tiempo inactivo).
Los marcadores predictivos pueden ser dispositivos de hardware independientes, basados en la nube, o pueden estar integrados en software con plataformas de call center o contact center. Un marcador predictivo basado en la nube proporciona las funcionalidades de un marcador predictivo tradicional sin requerir la instalación en el dispositivo local y reduce la dependencia del hardware.  El marcador a menudo también puede realizar modos de marcación menos agresivos, como marcación de potencia (power), progresivo (progressive), o de vista previa (preview dialing).

## Historia
Los antiguos autodialer son el origen de los marcadores predictivos actuales. Mientras un autodialer o marcador automático solamente hace llamadas automáticamente y las asigna a operadores que tienen que esperar por la comunicación, un marcador predictivo utiliza varios métodos para predecir la disponibilidad de agentes y de personas a contactar, ajustando el número de llamadas a la disponibilidad de agentes libres.

## Regulación
En el Reino Unido, la Oficina de Comunicaciones (OFCOM) exige que los marcadores predictivos tengan una tasa de abandono menor al 3% de las llamadas contestadas a diario. OFCOM también requiere que si un agente no está disponible en 2 segundos, la llamada se considere "abandonada" y se reproduzca un mensaje automatizado. El mensaje automatizado debe identificar a la empresa que realiza la llamada, el propósito de la misma, un teléfono gratuito o un número de teléfono de tarifa básica para volver a llamar y no debe contener ninguna forma de comercialización. Una llamada telefónica al número de devolución no debe ser tratada por la empresa como una oportunidad de comercialización, sino que debe ser eliminada de la lista de llamadas. En el Reino Unido, las llamadas "abandonadas" no deben devolverse dentro de las 72 horas a menos que haya un agente dedicado disponible.
En la Unión Europea la regulación GDPR (Reglamento General de Protección de Datos) también requiere que el propósito de cualquier llamada esté relacionado con la razón por la cual se recopilan datos en primer lugar.
En los Estados Unidos, si alguien responde pero no hay ningún agente disponible dentro de los 2 segundos posteriores al saludo de la persona, las regulaciones de la Comisión Federal de Comunicaciones (FCC por sus siglas en inglés Federal Communications Commission) consideran la llamada "abandonada" y requieren que el marcador reproduzca un mensaje grabado. La FCC exige que los marcadores predictivos abandonen menos del 3% de las llamadas contestadas.
Así mismo en 1991, la Ley de Protección al Consumidor de Teléfono prohíbe el uso de un "sistema de marcación telefónica automática" para contactar a "cualquier número de teléfono asignado a un servicio de telefonía móvil" sin el "consentimiento previo expreso" de la parte a la que se llama. Marcar "accidentalmente" no es una defensa legal efectiva y las multas van desde $ 500 a $ 1,500 por llamada infractora.
En Canadá, la tasa máxima de abandono es del 5%, y no se pueden hacer llamadas a números registrados en el Registro Nacional de No Llamar (National Do Not Call Registry).  Sin embargo, las organizaciones sin fines de lucro, como las empresas encuestadoras, están exentas del Registro Nacional de No Llamar.
En Argentina también se cuenta con un registro nacional No Llame que garantiza el derecho a no recibir llamadas que publiciten, oferten, vendan o regalen bienes o servicios. El Registro Nacional No Llame facilita y simplifica el "derecho de bloqueo" que la Ley 25.326 contempla en el artículo 27 inciso 3. La Ley No Llame excluye a las llamadas por campañas de bien público, las llamadas de emergencia para garantizar la salud y seguridad de la población, las campañas electorales, las llamadas de quienes tienen una relación contractual vigente, y las llamadas de quienes hayan sido expresamente permitidos por el titular o usuario autorizado de la línea telefónica.